# Stephenson (Michigan)
Stephenson è un comune degli Stati Uniti d'America, situato nello Stato del Michigan, nella contea di Menominee.